# Muloviște

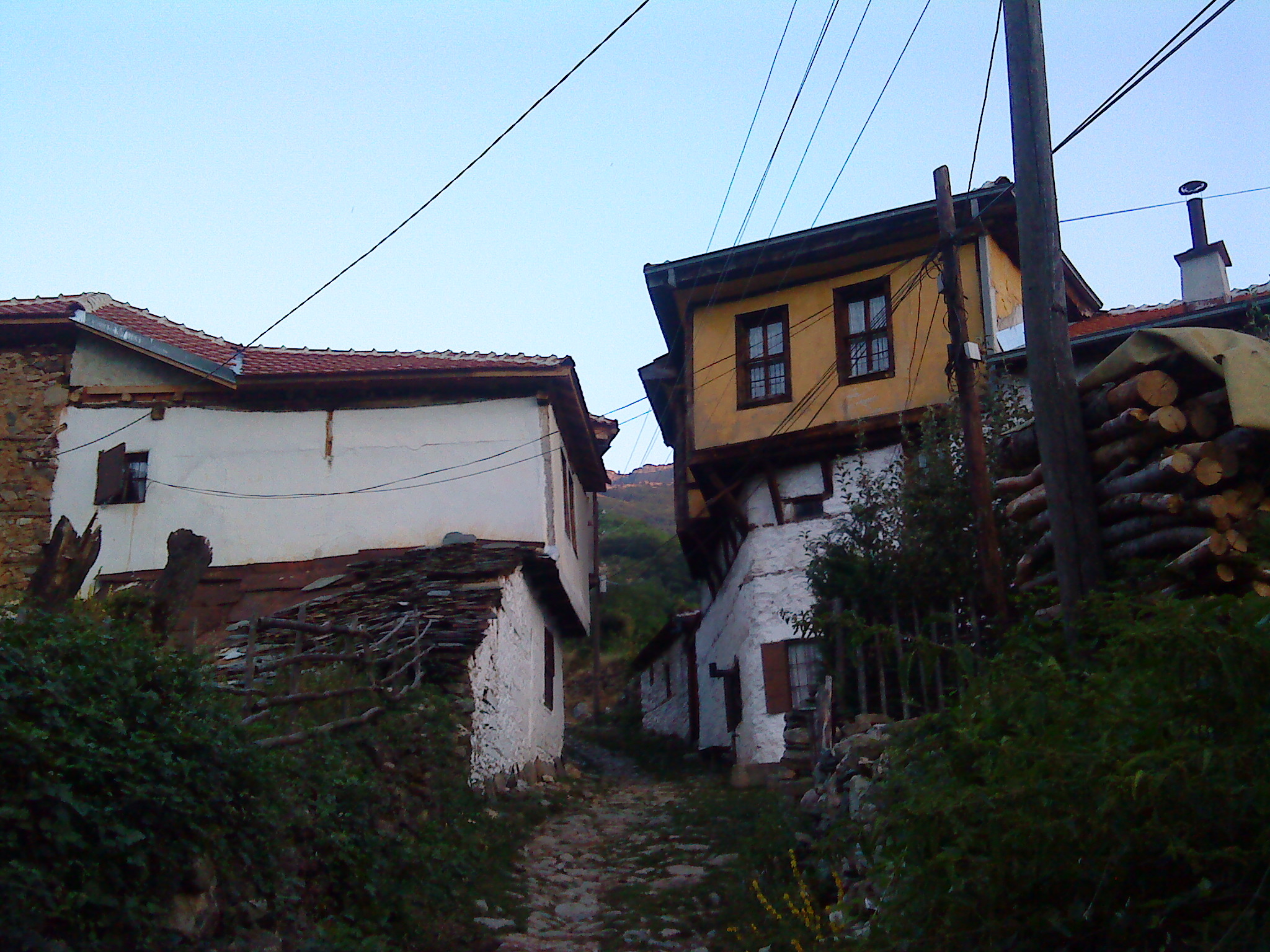
Arhitectura satului Muloviște

Muloviște (în macedoneană Маловиште, în aromână Mulovishti, Malovishtea sau Molovishci) este un sat în Republica Macedonia, la 20 km de orașul Bitola. Este un sat de munte la poalele muntelui Baba și este singura așezare în limitele Parcul Național Pelister. În Muloviște trăiesc în jur de 100 de locuitori, în timp ce în wekeend numărul trece de 500.
Muloviște este un sat specific, cu o arhitectură interesantă și autentică. Satul are case frumoase, mari construite din piatră , într-un mod tradițional. Semnul distinctiv al arhitecturii vechi sunt vechile străvechi alei pietruite , podurile de piatră și apariția unei mici așezări urbane. În centrul satului Biserica Sf. Parascheva, cu pictura frescă conservată, precum și iconostasul extraordinar din lemn realizat în sculptură profundă. În centru există o clădire publică unde se înființează o expoziție pentru cultura tradițională a satului. Nu există niciun restaurant în Muloviște, dar în schimb printr-un aranjament prealabil, localnicii pot organiza masa de prânz în localitate, cu mâncăruri locale tradiționale.

## Denumiri
Denumirea localității în diferite limbi:
- română: Muloviște
- macedoneană: Маловиште
- aromână: Molovishci
- greacă:  Μιλόβιστα sau Μηλόβιστα

## Istorie

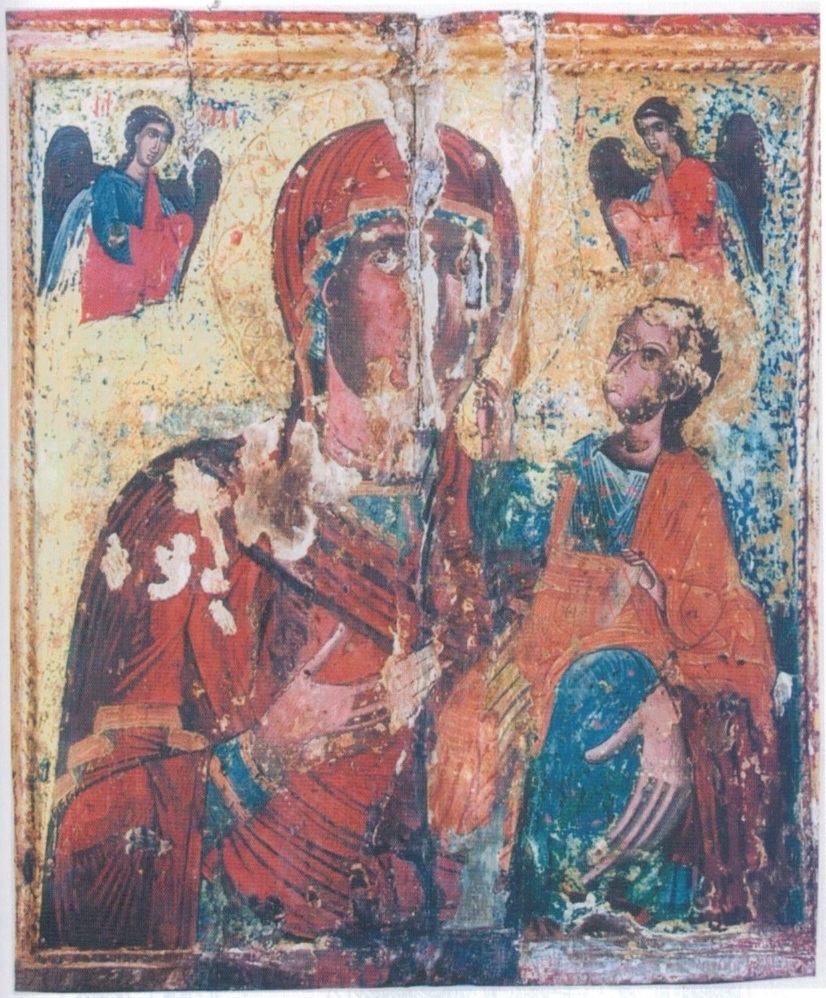
Icoana Fecioarei Maria cu Hristos de la începutul secolului al XVII-lea

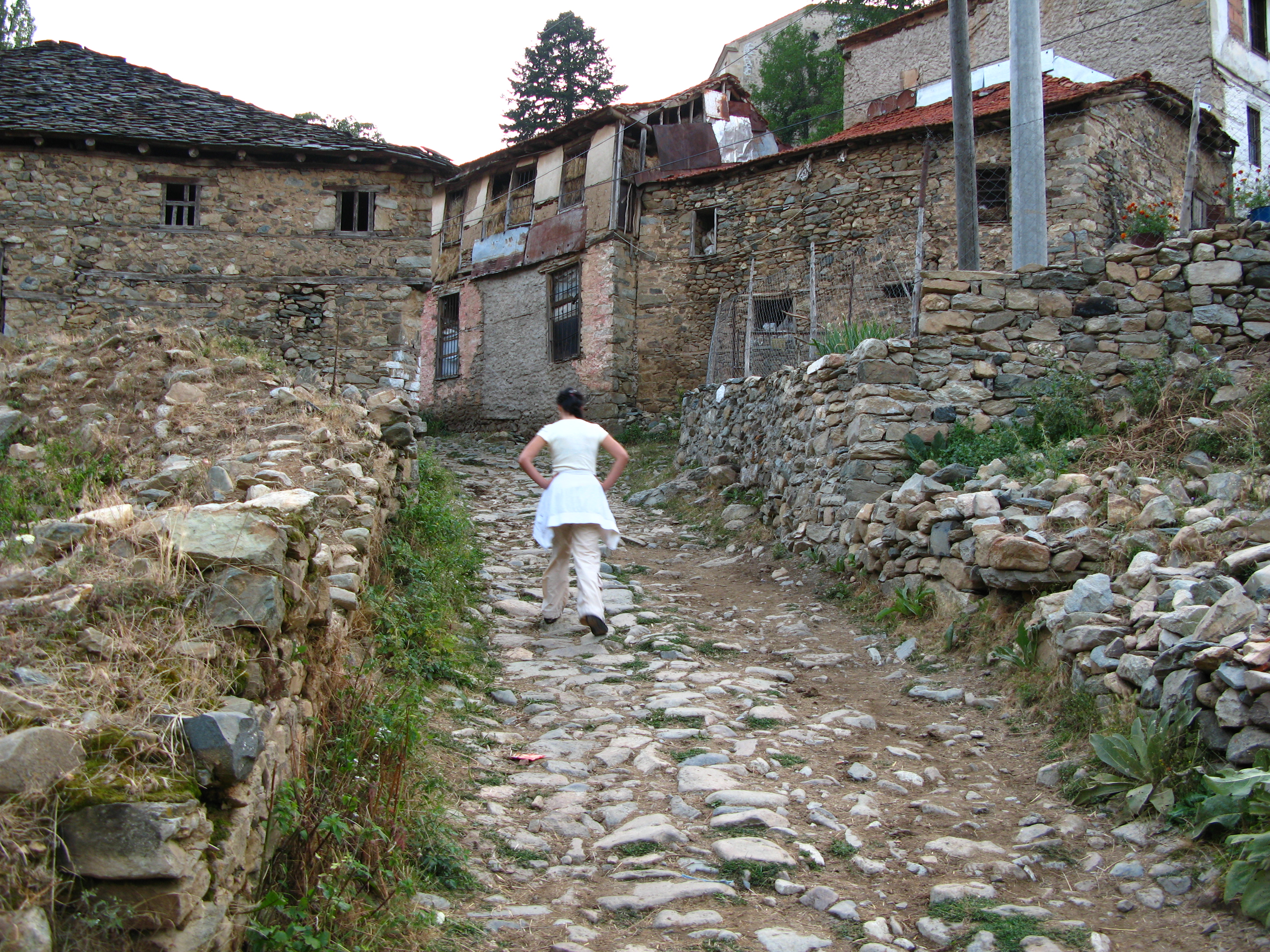
Muloviște

Muloviște este o veche așezare aromână și este posibil să dateze încă dinainte de extinderea Imperiului Otoman în Peninsula Balcanică. În secolul al XIX-lea Muloviște este una din cele mai mare sate aromâne. Biserica Sf. Parascheva datează din 1856. 
În timpul primului război mondial, Muloviște a fost ocupat de armata bulgară care a evacuat majoritatea sătenilor aromâni și i-a trimis în Bulgaria și Serbia. Deportarea aromânilor s-a datorat faptului că forțele bulgare s-au îngrijorat de existența unor simpatii pro-grecești și pro-sârbe.

## Demografie

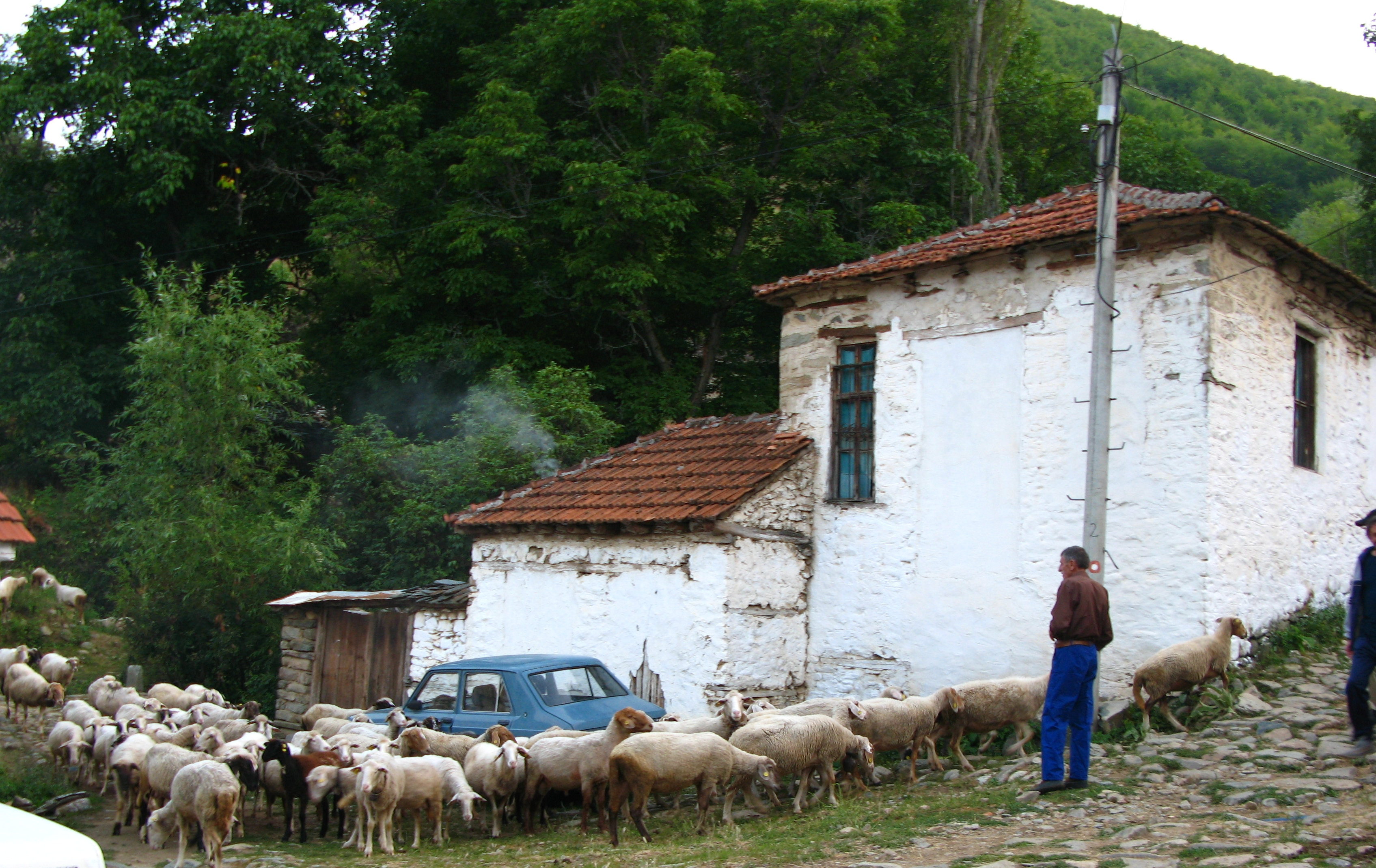
Aromânii sunt cunoscuți pentru creșterea de animale.

Conform ultimului recensământ din 2002, Muloviște are 98 de locuitori și este o așezare mică.
- Aromâni: 89
- Macedoneni: 10
- Albanezi: 11

## Atracții turistice

### Biserici
- Biserica "Sf. Parascheva " - biserica principală a satului , construită în 1856 pe fundațiile unei biserici mai vechi;[2]

- Biserica "Sf. Ana " - biserica principală a mănăstirii omonime , la o altitudine de 1400 de metri, cunoscută pentru apa sacră;[3]

- Biserica "Înălțarea Domnului Hristos" - situată la 2000 km, sub vârful numit Vrtseka;
- Biserica "Sf. Gheorghe" - este situat pe partea de nord a abordării spre sat;
- Biserica "Sf. Atanasie cel Mare " - o biserică mică. Se află la sud de ultima casă din sat.

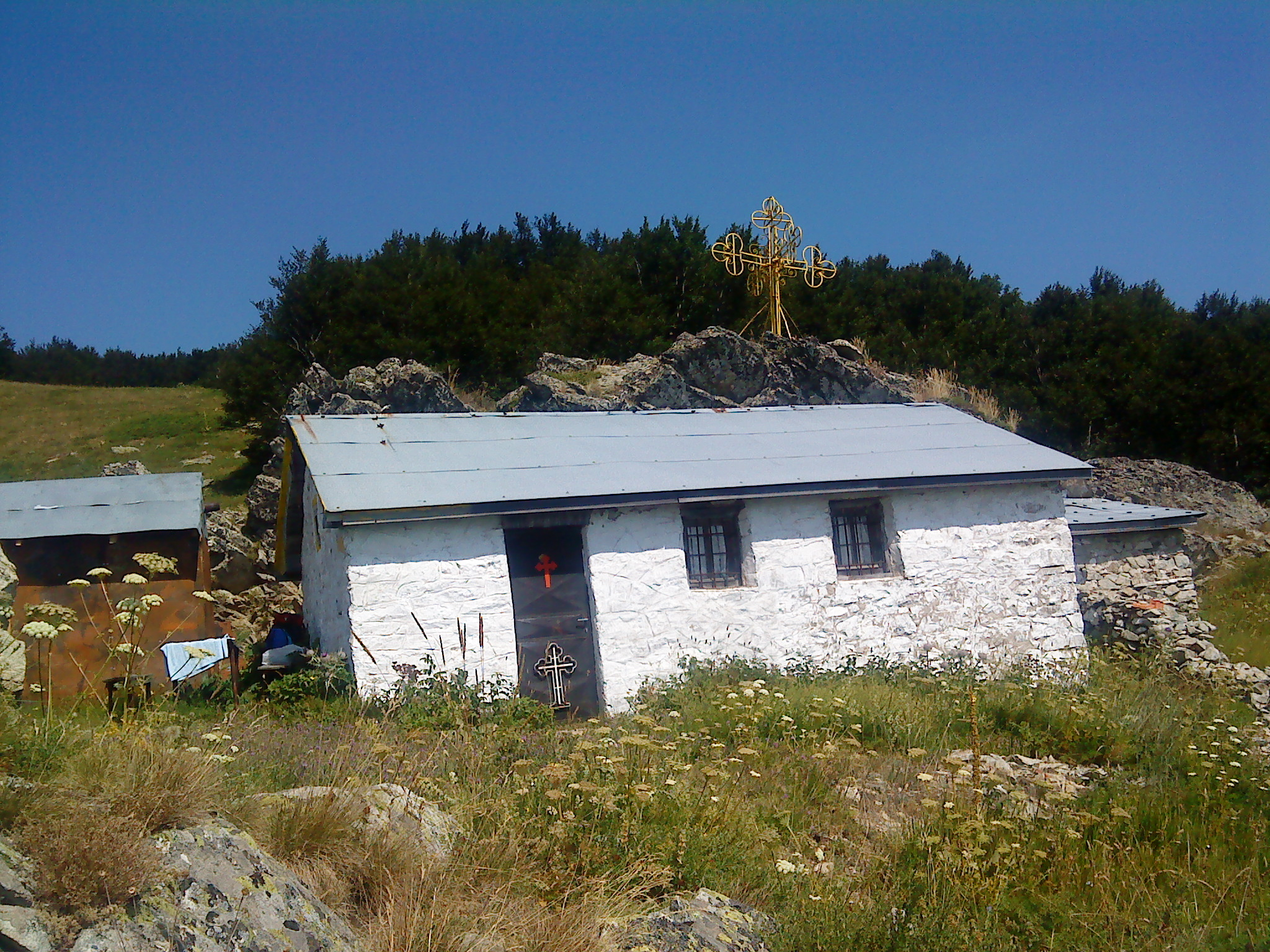
Biserica Înălțarea Domnului - situată la 2000 m, aproape de vârful Vrteska - la nord-vest de satul Muloviște

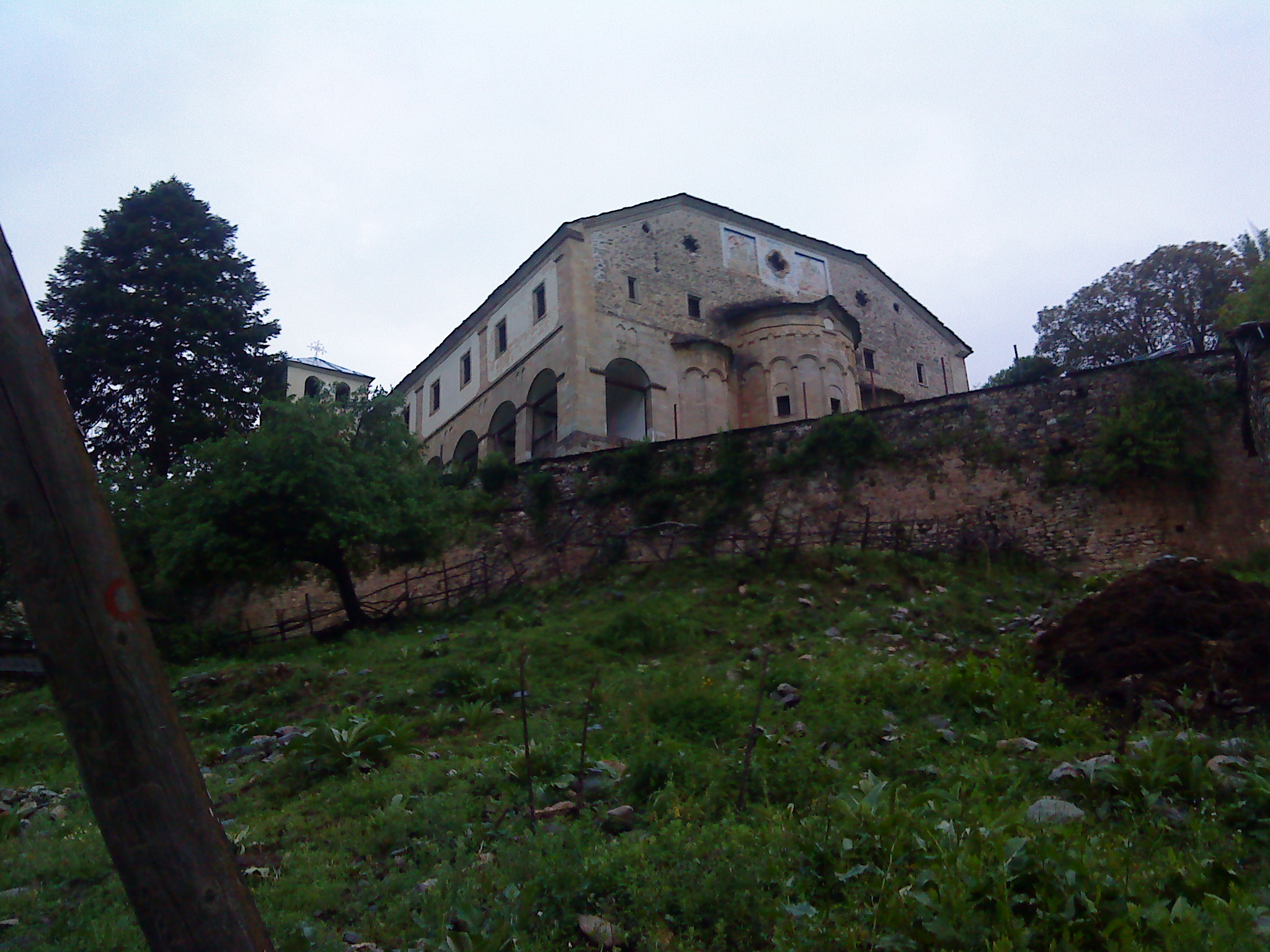
Biserica Sf. Parascheva din satul Muloviște

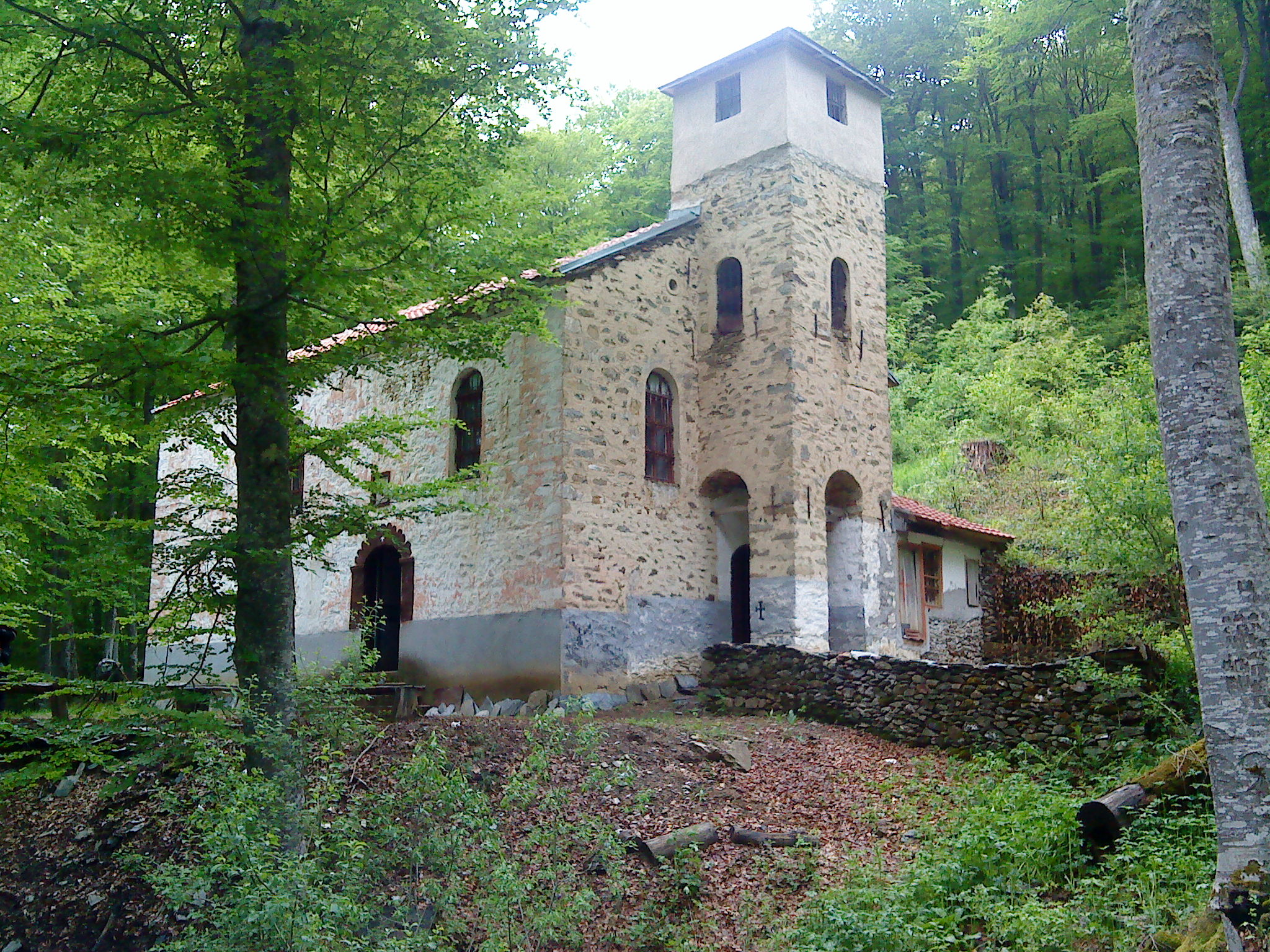
Biserica Sf. Ana însud-vestul satului Muloviște

## Figuri notabile

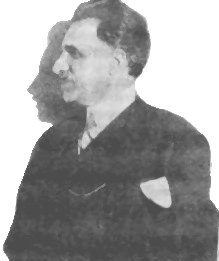
Cezar Papacostea

- Alexandru Papacostea(1884 - 1925), economist și politolog român
- Gaki Trifon Chomo (1837 - 1916), comerciant bulgar
- Georgi Chupona (1930 - 2009), matematician, academician
- Gușu Papacostea (1853 - 1912), iluminist român
- Doru Belimace (1910 - 1938), membru Garda de Fier
- Constantin Belimace (1848 - 1934), scriitor aromân
- Konstantin R. Kostic (6 iunie 1879 - 9 decembrie 1934, Panciova), militar sârb, colonel
- Nicolae Velo  (1882 - 1924), poet român
- Nicholas Phillipidis , revoluționar grec
- Simeon Chemandra , un cleric român, arhimandrit
- Spiro Paligora (1855 - 1919), comerciant bulgar [15]
- Stefan Barjik (? - 1903), liderul IMROO
- Stefan Nanov , un public bulgar
- Hristo Atanasov, voluntar bulgar , trupa de voluntari IV, care a murit înainte de 1918.
- Cezar Papacostea (1886 - 1936), scriitor și traducător român
- Yanko Mariovski (? - 1944), partizan iugoslav și actor al NOVM